# 在日ベトナム人
在日ベトナム人（ざいにちベトナムじん、ベトナム語: Người Việt tại Nhật Bản／𠊛越在日本）は、日本に一定期間在住するベトナム国籍の人々である。日本に帰化や亡命した人およびその子孫で日本国籍を取得した者のことを、ベトナム系日本人（ベトナムけいにほんじん）と言う。

## 概要
日本の法務省の在留外国人統計によると、2024年末現在、在日ベトナム人は634,361人である。同年における日本の外国人では、韓国籍の409,238人を抜いて、中国籍の873,286人に次いで2番目に多い。
在留資格別でみると、全体の約3分の1にあたる「技能実習」が212,141人と最も多く、これは在日外国人の中ではベトナム人が最多となっている。次いで「技術・人文知識・国際業務」（108,334人）、家族滞在(64,912人)が多い。4番目に多い「留学」（46,4367人）に関しては、高等教育機関及び日本語教育機関への留学生数が2024年時点で3番目となっている。
在日ベトナム人は年々増加しており、特に近年では在日外国人の中でも最も多い増加数を示している。また、ベトナム戦争でのインドシナ難民の子の2世や日本国籍の取得者を含めると、さらに多い人数となる。

## 歴史
19世紀末から20世紀初頭の東遊運動によりベトナム人留学生が日本に在住していた。そして、1970年代のベトナム難民の受け入れから始まり、その多くが難民収容施設のあった神奈川県や兵庫県に定住し1万人規模での受け入れとなった。定住促進センターは兵庫県姫路市と神奈川県大和市に設置された。その中では現在でも永住者や定住者として居住している他、日本国籍を取得したものも少なくない。その後1990年代の外国人労働者の増加の波に合わせてベトナム人も増加したが、それでも2000年にその数はわずか16,908人に過ぎなかった。その後、技能実習生の導入によりベトナム人が急増しはじめ、その数は2010年の41,781人からわずか8年間で約30万人の増加となる330,835人にまで激増した。

## 居住地域
2024年末時点の統計によると、都道府県別では愛知県が64,377人と最も多く、次いで大阪府の62,796人、東京都の54,223人、埼玉県の47,563人、神奈川県の40,563人の順となっている。留学生は首都圏、京阪神、福岡県等の都市部に集中しており、技能実習生は愛知県、大阪府、埼玉県の順に多く、その他全国各地に遍在している。また、永住者、定住者はインドシナ難民の定住先でもある神奈川県、兵庫県のほか次いで埼玉県等に多い。
基礎的自治体別で見ると最も多いのは大阪市（大阪府）の19,412人、次いで名古屋市（愛知県）の10,441人、以下横浜市（神奈川県）9,545人、神戸市（兵庫県）8,053人、福岡市（福岡県）6,930人、川崎市（神奈川県）4,582人、川口市（埼玉県）4,431人、広島市（広島県）4,023人となっており、首都圏に限らず西日本の自治体にも多く在住している。
インドシナ難民を雇用促進住宅の受け入れた八尾市、定住促進センターのあった姫路市はインドシナ難民のコミュニティがある。

## ベトナム人労働者
2024年のベトナム人労働者は日本における外国人労働者の中で最大のグループであり約57万人あった。これは全体の25%ほどである。
外国人実習生として日本に滞在するベトナム人は多く、在日ベトナム人の40%近くを占めている。ベトナム人労働者の約半数が技能実習生である。
悪質ブローカーを仲介させた強引なベトナム農村部での労働者集め、日本での実習先での劣悪な就労環境から来る失踪等、様々な問題が生じている。この実習制度は人権侵害や現代の奴隷制度であると世界的に批判を浴びているが、この制度を利用した外国人はベトナム人が中国人を大きく引き離して最多を占めている。

## 犯罪
来日外国人のなかで、ベトナム国籍の犯罪が急増しており、2017年以降は毎年、外国人のなかで犯罪検挙数が最も突出して多い人種となっている。
在留ベトナム人同士で、数百万円もの金額をかけて賭博を行うことがあり、東京、福岡、群馬、愛知など複数の場所で開かれていた賭場に出入りしていた容疑者もいる。
技能実習生を多く占めているのがベトナム人であるが、令和元年以降、ベトナム人の技能実習生の犯罪率は高くなっている。その理由として、来日のための借金や仲介業者への支払い金額が他の国と比較して多いことや、技能実習制度では転職が基本的に認められていないため、いわゆるブラック企業に就職した場合に失踪、不法滞在に繋がるケースが少なくないことが指摘されている。

## 統計
日本の法務省の在留外国人統計によると、2024年末時点で在日ベトナム人は633,361人である。
在留資格別（11位まで）
| 順位 | 在留資格                 | 人数   |
| ---- | ------------------------ | ------ |
| 1    | 特定技能１号             | 97,485 |
| 2    | 技術・人文知識・国際業務 | 87,904 |
| 3    | 技能実習２号ロ           | 72,504 |
| 4    | 技能実習１号ロ           | 71,229 |
| 5    | 家族滞在                 | 46,700 |
| 6    | 技能実習３号ロ           | 39,944 |
| 7    | 留学                     | 39,610 |
| 8    | 永住者                   | 23,403 |
| 9    | 特定活動                 | 15,408 |
| 10   | 日本人の配偶者           | 6,405  |
| 11   | 定住者                   | 6,312  |

| 都道府県 | 2024    | 2012   |
| -------- | ------- | ------ |
| 愛知県   | 64,377  | 5,177  |
| 大阪府   | 62,796  | 3,857  |
| 東京     | 54,223  | 4,816  |
| 埼玉県   | 47,494  | 4,118  |
| 神奈川   | 40,563  | 6,377  |
| 千葉県   | 37,705  | 2,199  |
| 兵庫県   | 31,788  | 4,709  |
| 福岡県   | 23,117  | 1,664  |
| 茨城県   | 20,287  | 1,287  |
| 静岡県   | 20,277  | 2,294  |
| 広島県   | 16,010  | 1,511  |
| 群馬県   | 15,973  | 2,105  |
| 岐阜県   | 15,151  | 1,256  |
| 三重県   | 14,605  | 1,174  |
| 北海道   | 13,794  | 260    |
| 岡山県   | 12,385  | 781    |
| 栃木県   | 11,769  | 1,046  |
| 滋賀県   | 11,186  | 519    |
| 京都府   | 10,830  | 449    |
| 合計     | 634,361 | 52,367 |

## 著名な人物
- クォン・デ - 独立運動家
- トラン・ヴァン・トゥ - 経済学者
- グエン・トラン・フォク・アン - 野球選手
- フォンチー - アイドル